# Рошіорій-де-Веде
Рошіорій-де-Веде (рум. Roșiorii de Vede) — місто у повіті Телеорман в Румунії, що має статус муніципію.
Місто розташоване на відстані 95 км на захід від Бухареста, 31 км на північний захід від Александрії, 97 км на схід від Крайови.

## Географія
Містом протікає річка Ведя.

## Населення
За даними перепису населення 2002 року у місті проживали 31 849 осіб.
Національний склад населення міста:
| Національність   | Кількість осіб | Відсоток |
| ---------------- | -------------- | -------- |
| румуни           | 30699          | 96,4%    |
| цигани           | 1113           | 3,5%     |
| угорці           | 12             | < 0,1%   |
| німці            | 9              | < 0,1%   |
| турки            | 4              | < 0,1%   |
| українці         | 3              | < 0,1%   |
| росіяни-липовани | 2              | < 0,1%   |
| болгари          | 1              | < 0,1%   |
| греки            | 1              | < 0,1%   |
| євреї            | 1              | < 0,1%   |
| вірмени          | 1              | < 0,1%   |

Рідною мовою назвали:
| Мова       | Кількість осіб | Відсоток |
| ---------- | -------------- | -------- |
| румунська  | 31112          | 97,7%    |
| циганська  | 713            | 2,2%     |
| угорська   | 10             | < 0,1%   |
| німецька   | 5              | < 0,1%   |
| турецька   | 3              | < 0,1%   |
| українська | 2              | < 0,1%   |
| російська  | 1              | < 0,1%   |
| вірменська | 1              | < 0,1%   |

Склад населення міста за віросповіданням:
| Релігія                                       | Кількість осіб | Відсоток |
| --------------------------------------------- | -------------- | -------- |
| православні                                   | 31264          | 98,2%    |
| адвентисти                                    | 275            | 0,9%     |
| баптисти                                      | 116            | 0,4%     |
| лютерани                                      | 51             | 0,2%     |
| не релігійні                                  | 38             | 0,1%     |
| римо-католики                                 | 17             | 0,1%     |
| п'ятдесятники                                 | 12             | < 0,1%   |
| бретрени                                      | 12             | < 0,1%   |
| атеїсти                                       | 12             | < 0,1%   |
| греко-католики                                | 9              | < 0,1%   |
| реформати                                     | 8              | < 0,1%   |
| мусульмани                                    | 5              | < 0,1%   |
| лютерани (Синодально-пресвітеріанська церква) | 3              | < 0,1%   |
| не вказали релігію                            | 20             | 0,1%     |

## Зовнішні посилання
- Дані про місто Рошіорій-де-Веде на сайті Ghidul Primăriilor